# Liste der Monuments historiques in La Chapelle-Saint-Sulpice
Die Liste der Monuments historiques in La Chapelle-Saint-Sulpice führt die Monuments historiques in der französischen Gemeinde La Chapelle-Saint-Sulpice auf.

## Liste der Bauwerke
| Bezeichnung             | Beschreibung                      | Standort                  | Kennzeichnung | Schutzstatus | Datum | Bild           |
| ----------------------- | --------------------------------- | ------------------------- | ------------- | ------------ | ----- | -------------- |
| Borne fleurdelysée n°38 | Entfernungsstein, 19. Jahrhundert | Route nationale 19 (Lage) | PA00086865    | Classé       | 1964  | weitere Bilder |

## Liste der Objekte
| Bezeichnung                     | Beschreibung                            | Standort                        | Kennzeichnung | Schutzstatus | Datum | Bild |
| ------------------------------- | --------------------------------------- | ------------------------------- | ------------- | ------------ | ----- | ---- |
| Skulptur des heiligen Sulpicius | Holz, polychrom gefasst 18. Jahrhundert | in der Kirche St-Sulpice (Lage) | PM77002675    | Inscrit      | 1977  |      |